# Vamos (Guatemala)
Vamos por una Guatemala Diferente, más conocido simplemente como Vamos, es un partido político de Guatemala de derecha, que fue fundado en 2017 por Alejandro Giammattei  y actualmente liderado por Manuel Conde Orellana.

## Historia
Alejandro Giammattei había buscado la presidencia de Guatemala en distintos partidos políticos, en las elecciones de 2007 lo hizo con el partido Gran Alianza Nacional, en las de 2011 con el Centro de Acción Social y en las de 2015 con Fuerza. Sin embargo, luego de las elecciones de 2015, Giammattei fue «des invitado» del partido Fuerza según sus propias palabras, por lo que dispuso a crear su propia plataforma política para participar en las elecciones de 2019.
El partido político fue fundado y registrado por el Tribunal Supremo Electoral en 2017. Su principal líder y el secretario general fue Alejandro Giammattei Falla hasta antes de las elecciones y posteriormente debido a prohibición legal de integrar un partido político renunció al nombramiento.
Vamos se define así mismo como un partido de centro derecha política. Celebró su primera asamblea nacional en octubre de 2018, proclamando a Giammattei como candidato presidencial. En las Elecciones generales de Guatemala de 2019, Alejandro Giammattei fue elegido presidente de la República.

### Secretarios Generales
| Secretario General                | Período           |
| --------------------------------- | ----------------- |
| Nancy Carina Muñoz Méndez         | 2017              |
| Alejandro Giammattei              | 11/2017 - 2019    |
| Giogio Eugenio Bruni Batres       | 2017- 3/10/2019   |
| Carlos Alberto Estrada Morales    | 3/10/2019-03/2022 |
| Víctor Alfredo Valenzuela Argueta | 03/2022-presente  |

## Desempeño electoral

### Presidenciales
| Año electoral | Candidato             | 1.ª vuelta     | 1.ª vuelta  | 2.ª vuelta     | 2.ª vuelta  |
| Año electoral | Candidato             | Total de votos | Porcentaje  | Total de votos | Porcentaje  |
| ------------- | --------------------- | -------------- | ----------- | -------------- | ----------- |
| 2019          | Alejandro Giammattei  | 613.498        | 13.95% (2°) | 1,907,801      | 57.95% (1°) |
| 2023          | Manuel Conde Orellana | 436.918        | 10.37% (3°) |                |             |